# Hibbertia subvaginata
Hibbertia subvaginata är en tvåhjärtbladig växtart som först beskrevs av Steudel, och fick sitt nu gällande namn av F. Müll. Hibbertia subvaginata ingår i släktet Hibbertia och familjen Dilleniaceae. Inga underarter finns listade i Catalogue of Life.